# Les Colombes
Pour plus de détails, voir Fiche technique et Distribution.
 Les Colombes  est un film dramatique québécois réalisé par Jean-Claude Lord, sorti en 1972. 

## Synopsis
D'une construction schématique, Les Colombes oppose deux familles, l'une ouvrière et vivant dans l'Est de Montréal, l'autre bourgeoise et vivant dans l'Ouest de la ville.

## Fiche technique
- Titre : Les Colombes
- Réalisation : Jean-Claude Lord
- Scénario : Jean-Claude Lord
- Production: Jean-Claude Lord, Pierre Patry et Pierre David
- Musique : Michel Conte
- Photographie : Claude La Rue
- Montage : Jean-Claude Lord
- Société de production : Jean-Claude Lord Productions Mutuelles et Canadian Film Development Corporation (CFDC)
- Société de distribution : Les Films Mutuels
- Origine :  Canada ( Québec)
- Genre : Drame
- Langue : Français
- Durée : 116 minutes
- Date de sortie en salles :  Canada ( Québec) : 15 septembre 1972

## Distribution
- Jean Besré : Julien Ferland
- Lise Thouin : Josianne Boucher
- Jean Duceppe : L'oncle Albert
- Paul Berval : Philippe
- Jean Coutu : M. Ferland
- Diane Guérin : Micheline
- Manda Parent : Armande
- Jacques Garant : L'ami de Micheline
- Réal Béland : Réceptionniste de l'hôtel
- Jean-Guy Moreau : Chauffeur de taxi
- Françoise Hardy : La jeune hippie
- Willie Lamothe
- Pierre Létourneau

## Chanson thème
- Les Colombes interprétée par Lise Thouin